# Claire Duhamel
Claire Duhamel (Vineuil-Saint-Firmin, 6 de septiembre de 1925-7 de febrero de 2014) fue una actriz francesa.

## Biografía
Claire Duhamel hizo su debut en 1948 en la película Le droit de l'enfant, dirigida por Jacques Daroy y acompañada en el reparto por el actor Jean Chevrier. Fue pareja de Pierre Fresnay en la película Un gran mecenas, de Yves Ciampi. El cineasta Alain Resnais la contrató para sus películas La guerra ha terminado y Je t'aime, je t'aime. Su trabajo más popular fue su interpretación de Madame Darbon, la madre de Christian (Claude Jade) en las películas de François Truffaut Baisers volés y Domicilio conyugal. En 1997 regresó a la pantalla con la película Come tu sopa de Mathieu Amalric.

## Teatro
- 1950 : Poof, de Armand Salacrou, puesta en escena de Yves Robert, Teatro Édouard VII.
- 1951 : L'Ile heureuse, de Jean-Pierre Aumont, puesta en escena de Pierre Dux, Teatro Édouard VII.
- 1960 : Le Jeu de l'amour et du hasard, de Marivaux, puesta en escena de Daniel Leveugle, Teatro de l'Athénée.
- 1962 : Dans la jungle des villes, de Bertolt Brecht, puesta en escena de Antoine Bourseiller, Théâtre des Champs-Élysées.
- 1962 : George Dandin, de Molière, puesta en escena de Daniel Leveugle, Théâtre de l'Alliance française.
- 1963 : Don Gil, de Tirso de Molina, puesta en escena de Daniel Leveugle, Théâtre de l'Alliance française.
- 1966 : Leçons de français pour Américains, de Eugène Ionesco, puesta en escena de Antoine Bourseiller, Poche Montparnasse.

## Cine
- 1951 : Un grand patron, de Yves Ciampi.
- 1953 : Une nuit à Megève de Raoul André.
- 1962 : Rue du Havre, de Jean-Jacques Vierne.
- 1966 : À nous deux Paris ! de Jean-Jacques Vierne.
- 1968 : Je t'aime, je t'aime, de Alain Resnais.
- 1968 : Baisers volés, de François Truffaut.
- 1966 : La guerra ha terminado, de Alain Resnais.
- 1970 : Domicilio conyugal, de François Truffaut.
- 1997 : Come tu sopa, de Mathieu Amalric.